# Sam Field
Samuel Field (ur. 8 maja 1998 w Stourbridge) – angielski piłkarz występujący na pozycji pomocnika w Queens Park Rangers.